# Фонтаниле
Фонтаниле (итал. Fontanile) — коммуна в Италии, располагается в регионе Пьемонт, в провинции Асти.
Население составляет 556 человек (2008 г.), плотность населения составляет 69 чел./км². Занимает площадь 8 км². Почтовый индекс — 14044. Телефонный код — 0141.
Покровителем коммуны почитается святой Иоанн Креститель, празднование 24 июня.

## Демография
Динамика населения:

## Администрация коммуны
- Официальный сайт: http://www.comune.fontanile.at.it